# توسکانبای
توسکانبای (انگلیسی: Tuksanbay) یک شهرک در شهرستان داولکانوفسکی در استان باشقیرستان کشور روسیه است.